# Малкин, Давид (художник)
Давид Малкин (Дави́д Ме́нделевич Ма́лкин; 23 марта 1910, Аккерман, Бессарабская губерния — 12 августа 2002, Париж) — французский художник-абстракционист и скульптор парижской школы.

## Биография
Дед Малкина был синагогальным писцом в Каушанах, родители содержали в Аккермане лавку красок и других художественных принадлежностей, производимых его отцом Менахемом-Мендлом (Менделем Мунишевичем) Малкиным. С 14 лет самостоятельно занялся скульптурой, позднее проходил обучение у Арремана Нормана в Праге и у Н. И. Бернера. В 1928 году присоединился к местной ячейке Ха-шомер ха-цаир в Аккермане.
После окончания воинской службы в румынской армии в 1934 году Давид Малкин покинул Бессарабию и поселился в кибуце Далия в подмандатной Палестине. В 1936 году переехал в Хайфу (где устроился столяром и поступил в художественную школу), затем в Иерусалим, где в 1938 году в галерее Шлоссера прошла его первая выставка. В это время им были созданы бюсты литераторов и артистов его круга — Ури Цви Гринберга, Йехошуа Тан-Пая, Ханы Ровиной. В 1939 году он женился на художественном критике и искусствоведе Мириям Таль.
В 1942 году вступил в Еврейскую бригаду британской армии генерала Бернарда Монтгомери, с которой участвовал в боевых действиях в Северной Африке и Италии, после демобилизации (в 1945 году во Флоренции) вернулся в Палестину, а в 1947 году вновь во Флоренцию, где окончил Академию изящных искусств и вторично женился. В 1950 году выиграл первую премию флорентийской Академии изящных искусств по скульптуре. В 1955 году переехал к сёстрам в Париж (его родители и старшие братья погибли во время румынской оккупации в Белгороде-Днестровском).
До середины 1950-х годов занимался почти исключительно скульптурой, пройдя путь от реализма до абстрактных композиций на основе букв еврейского алфавита. В Париже он посещал академию Grande Chaumière и постепенно переключился на живопись.
Персональные выставки — в Иерусалиме, Флоренции, Риме, Париже (галерея Арну — 1989, 1994, 1998). Участвовал в групповых экспозициях в Италии, Израиле и Франции.